# Gouden tor
De gouden tor (Cetonia aurata) is een kever uit de familie bladsprietkevers (Scarabaeidae). De wetenschappelijke naam van de soort werd als Scarabaeus auratus in 1758 gepubliceerd door Carl Linnaeus.

## Kenmerken
De maximale lengte is ongeveer 2 centimeter, en de kleur van de rug is vrijwel altijd goud-groen. De schildranden vertonen een wat rode tot goudglans en de onderzijde van het lichaam is sterk behaard. De kop is donkerder, en de goudglans van de achterzijde kan ook meer naar paars neigen. Kenmerkend zijn de dunne en lichtgekleurde streepjes dwars op de dekschilden, die bestaan uit witte haartjes. De larve is made-achtig en lijkt sterk op een engerling, de larve van de meikever.

## Levenswijze en voorkomen
Deze kever is een planteneter die leeft van bloembladeren, wondsappen en vooral stuifmeel van diverse planten als meidoorn, wilde roos en vlier. Deze kever vliegt terwijl de dekschilden op hun plaats blijven. De vleugels worden er als het ware onderuit getrokken door uitsparingen onder de randen. De larven leven in en van vermolmd hout en kunnen twee tot drie keer overwinteren. In Nederland en België is de soort plaatselijk algemeen maar in sommige streken zeldzaam. Verder komt de gouden tor in grote delen van Europa voor, met uitzondering van het noorden.

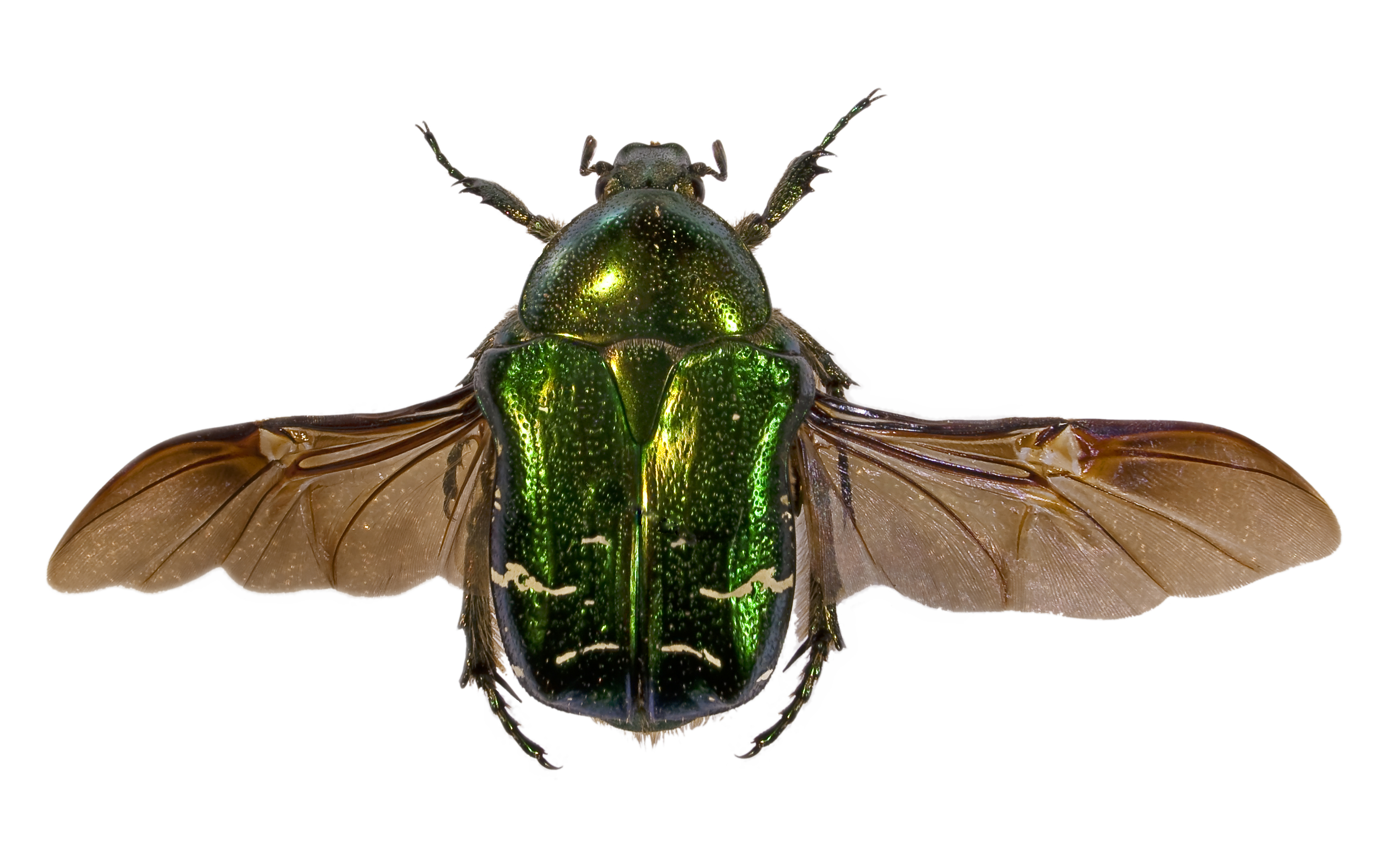
uitgespreide vleugels
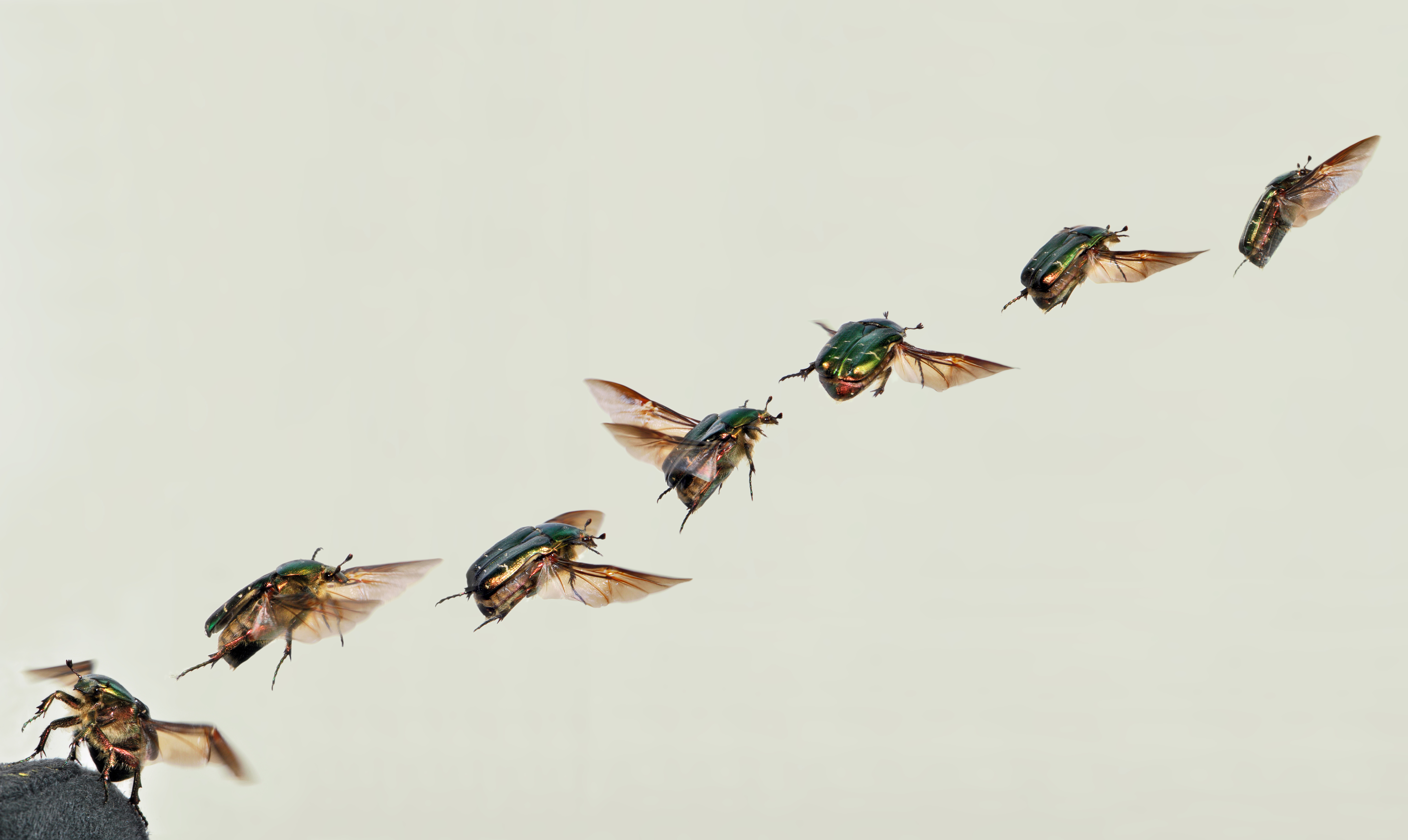
compilatie van diverse afbeeldingen van het opvliegen van een gouden tor
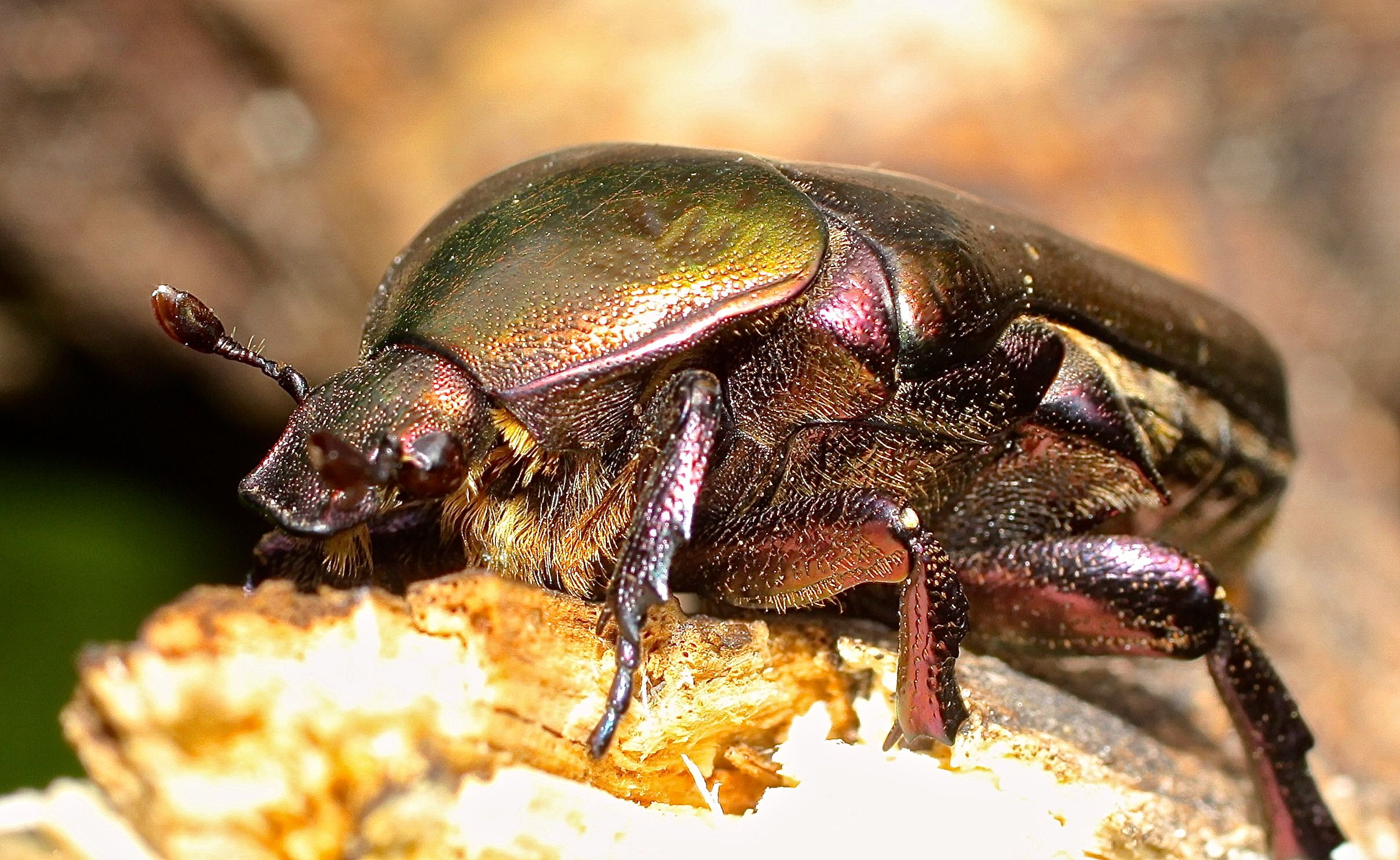
close-up
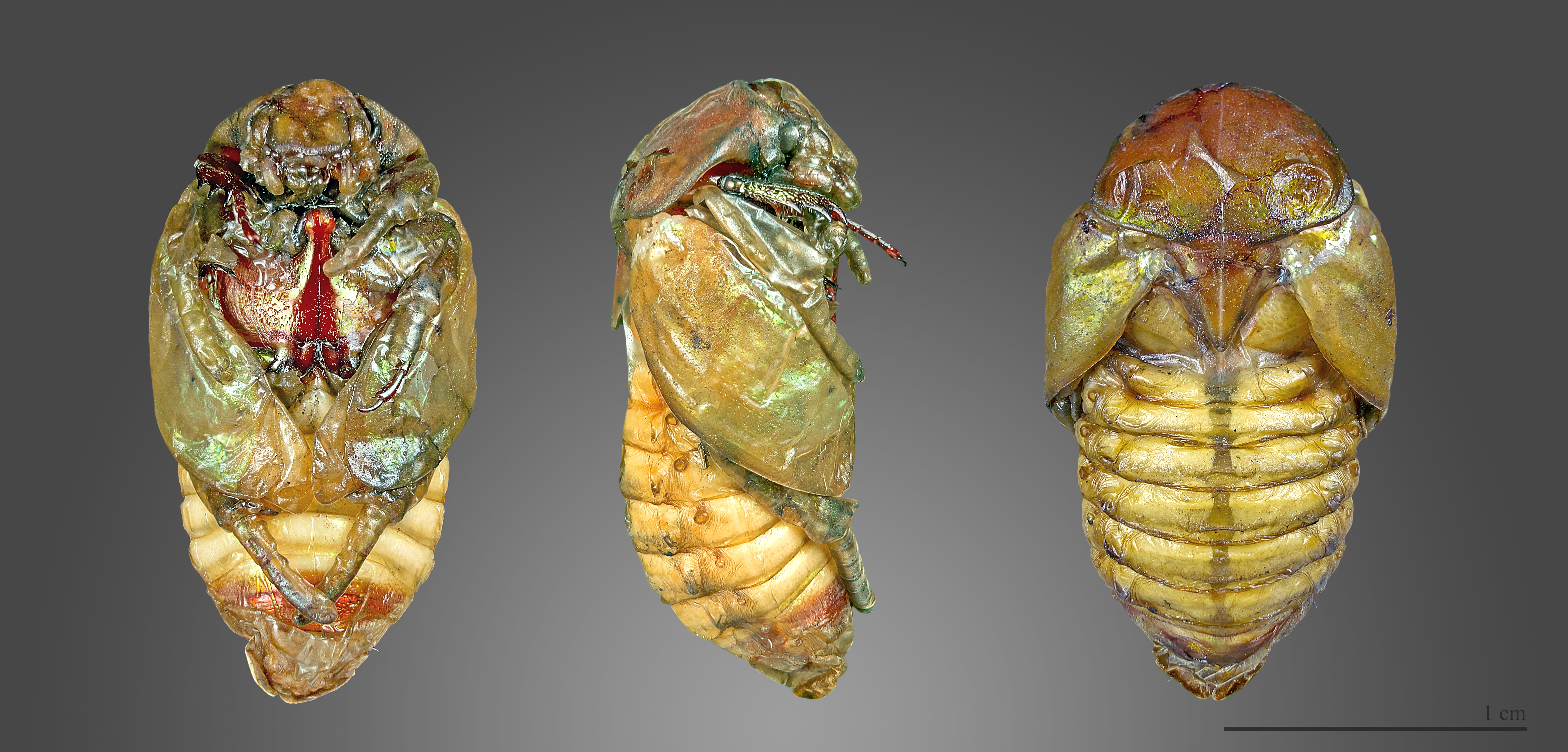
Pop